# Norm Baker
Norman Henry "Norm" Baker (Victoria, Columbia Británica, 17 de febrero de 1923 - Victoria, 23 de abril de 1989) fue un jugador de baloncesto y lacrosse canadiense que disputó una temporada en la Basketball Association of America  (BAA), y dos más en la PCPBL, además de jugar un año el World Professional Basketball Tournament. Con 1,82 metros de estatura, jugaba en la posición de base.

## Trayectoria deportiva

### Primeros años
Comenzó su andadura en el baloncesto a los diez años en los Nanaimo Mosquitos, y a los 16 se convirtió en el jugador más joven en conseguir un título en categoría senior con los Victoria Dominoes, algo que repitió en 1942 y 1946. Ese primer año además logró derrotar junto con su equipo a los Harlem Globetrotters, hecho que hizo al dueño del equipo de exhibición, Abe Saperstein, definirlo como uno de los más grandes jugadores naturales que jamás haya visto.

### Profesional
En 1946 fichó por los Chicago Stags de la recién creada BAA, con los que únicamente disputaría cuatro partidos en los que no consiguió anotar ningún punto. Tras ser despedido, fichó por los Vancouver Hornets de la liga semiprofesional PCPBL, donde en su primera temporada acabó como segundo mejor anotador de la competición, sólo superado por Gale Bishop, promediando 18,8 puntos por partido. Al término de la misma se unió a los Portland Indians para disputar el WPBT, regresando posteriormente a los Hornets, donde jugó una segunda temporada, en la que el máximo anotador con 585 puntos, superando en más de 100 al segundo, Noble Jorgensen.
En 1950 fue elegido mejor jugador de baloncesto canadiense de la primera mitad de siglo, y un año más tarde formó parte del equipo  Stars of the World que realizó una gira de exhibición por 13 países europeos, siendo el único jugador no estadounidense. Durante dos años, jugó en el equipo que se enfrentaba a los Harlem Globetrotters en sus partidos de exhbición.

#### Estadísticas en la BAA

##### Temporada regular
| Temporada | Edad | Equipo        | Liga | Pos. | P | TIT | MIN | TC  | TCA | %TC  | 3P | 3PA | %3P | TL  | TLA | %TL | R.OF. | R.DEF. | REB | ASIS | ROB | TAP | PER | FP  | PTS |
| 1946-47   | 23   | Chicago Stags | BAA  |      | 4 |     |     | 0.0 | 0.3 | .000 |    |     |     | 0.0 | 0.0 |     |       |        |     | 0.0  |     |     |     | 0.0 | 0.0 |
| Total     |      |               | BAA  |      | 4 |     |     | 0.0 | 0.3 | .000 |    |     |     | 0.0 | 0.0 |     |       |        |     | 0.0  |     |     |     | 0.0 | 0.0 |